# 定居冰岛

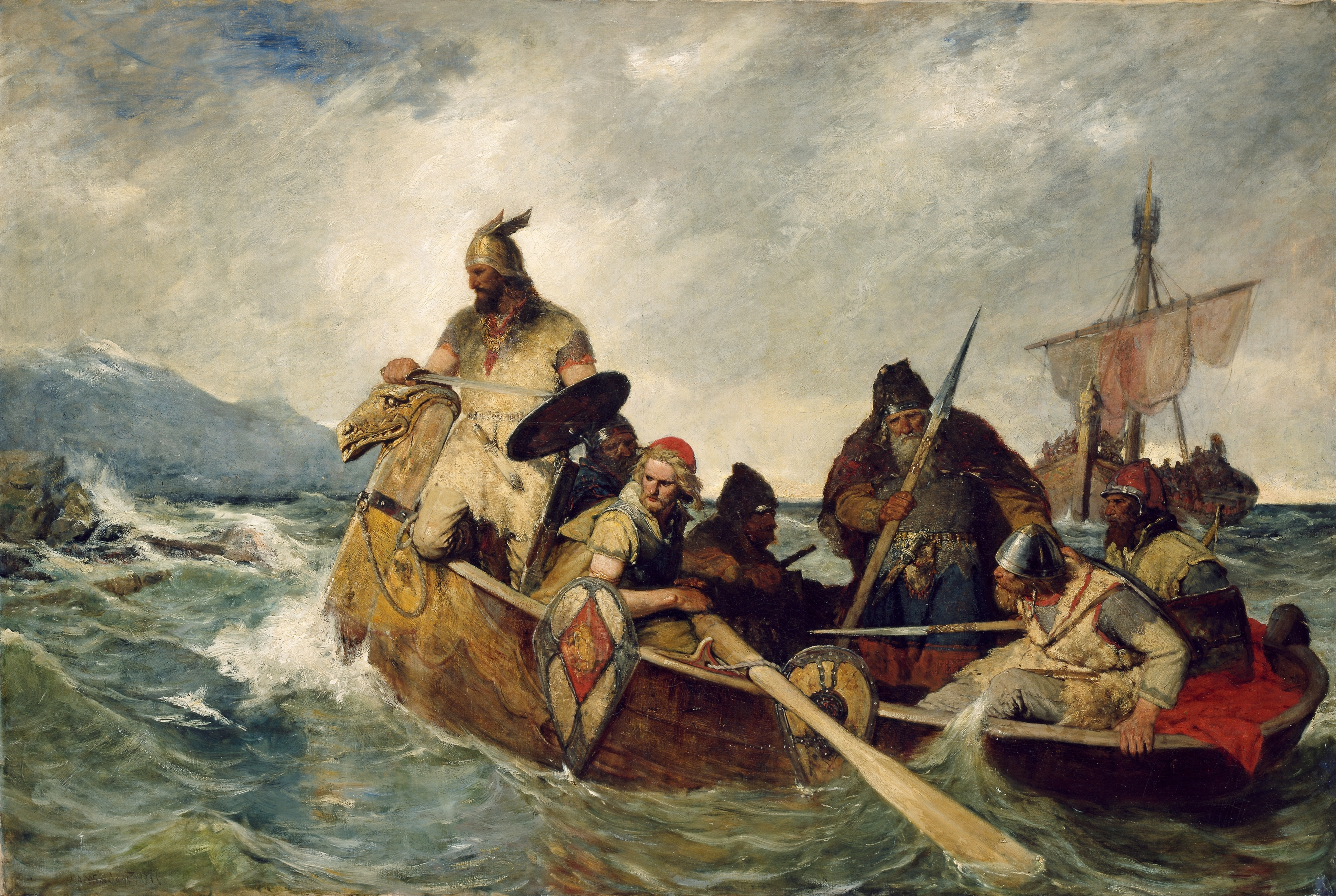
872年北欧人登陆冰岛

定居冰岛（冰島語： [ˈlantˌnaumsˌœlt]）一般认为始于9世纪下半叶。冰岛被定居的原因尚不明确。在中世纪后期，冰岛人自己将其归因于由挪威国王哈拉尔德一世所带来的内乱，但现代历史学家关注更深层次的因素，如斯堪的纳维亚地区耕地的短缺。与英国和爱尔兰不同，冰岛是未定居的土地，可以在不与现有居民发生冲突的情况下定居。
在传统上，冰岛的定居时代被认为从874年持续到930年。此时该岛的大部分地区已被占领，并且冰岛自由邦的议会在辛格维利尔成立。冰岛很可能是人类定居的倒数第二个主要陆地（在十三世纪被定居的新西兰是最后一个）。

## 定居历史

### 诺斯人之前
一些证据表明，在北欧定居者在抵达冰岛前，此地已有来自爱尔兰的僧侣居住。

### 诺斯人定居
书面资料认为，冰岛的定居时代是从874年左右英格尔夫·阿纳尔松在雷克雅未克附近定居开始的。他是第一个以居住为目的航行到冰岛的人。在定居时代移居该地的人数估计在4300至24000人之间，而最初移居的人数估计在311至436人之间。
虽然书面资料强调定居者来自挪威，但遗传学证据表明，冰岛的创始人口来自爱尔兰、苏格兰和斯堪的纳维亚：线粒体DNA和Y染色体的研究表明，冰岛人62%的母系血统来自苏格兰和爱尔兰（其余大部分来自斯堪的纳维亚），而他们75%的父系血统来自斯堪的纳维亚（其余大部分来自爱尔兰和不列颠岛）。考古学证据表明，实际建国人口中来自爱尔兰和不列颠群岛的定居者比例更高：一项研究发现，冰岛定居者的平均北欧血统为56%，而目前人口中的这一数字为70%。人们认为，大多数来自爱尔兰和苏格兰的定居者可能是作为奴隶来的，因此与来自斯堪的纳维亚的地位较高的定居者相比，他们有更少的后代，这使得他们成为现代人口中比例较小的祖先。
考虑到当时冰岛相对温暖的气，冰岛可耕的土地对维京时代的斯堪的纳维亚人很有吸引力，海象牙等珍贵的资源同样也吸引了那些希望通过贸易获利的人。

### 定居时代的结束
Ari Thorgilsson在《Íslendingabók》中称，冰岛在930年时已经 "完全定居"。同样的，《Landnámabók》表明，在大约60年内，所有可用的土地都被占用了，并按地理方式列出了1500个农场和地名，以及超过3500人。
因此，在冰岛历史的分期中，定居时代被认为在930年随着冰岛议会的建立而结束，从而开启了冰岛自由邦时代。 然而，考古证据显示，"在整个10世纪，移民继续抵达冰岛"。 一项研究的作者推测，冰岛"可能需要继续移民来维持人口"。